# Electric Rendezvous
Electric Rendezvous – piąty album studyjny amerykańskiego gitarzysty jazzowego Ala Di Meoli, wydany w 1982 roku nakładem wytwórni płytowej Columbia Records.

## Lista utworów
Opracowano na podstawie materiału źródłowego.
LP:
Strona A
| 1. | „God Bird Change” (James Mingo Lewis) | 3:51  |
|    |                                       |       |
| 2. | „Electric Rendezvous” (Al Di Meola)   | 7:52  |
|    |                                       |       |
| 3. | „Passion, Grace & Fire” (Di Meola)    | 5:38  |
|    |                                       |       |
|    |                                       | 17:21 |
|    |                                       |       |
Strona B
| 4. | „Cruisin’” (Jan Hammer)               | 4:18  |
|    |                                       |       |
| 5. | „Black Cat Shuffle” (Philippe Saisse) | 3:01  |
|    |                                       |       |
| 6. | „Ritmo de la Noche” (Di Meola)        | 4:20  |
|    |                                       |       |
| 7. | „Somalia” (Di Meola)                  | 1:40  |
|    |                                       |       |
| 8. | „Jewel Inside a Dream” (Di Meola)     | 4:04  |
|    |                                       |       |
|    |                                       | 17:23 |
|    |                                       |       |

## Twórcy
Opracowano na podstawie materiału źródłowego.
Muzycy:
- Al Di Meola – gitara elektryczna, gitara akustyczna
- Steve Gadd – perkusja, instrumenty perkusyjne
- Jan Hammer – keyboard
- Anthony Jackson – gitara basowa
- James Mingo Lewis – instrumenty perkusyjne
- Paco de Lucía – gitara akustyczna (3)
- Philippe Saisse – keyboard (5)

Produkcja:
- Al Di Meola – produkcja muzyczna, aranżacja
- Dennis MacKay – produkcja muzyczna
- Philip Roberge – produkcja wykonawcza
- Bob Ludwig – mastering
- James Nichols, Barry Bongiovi, Chris Haas, Dave Greenberg, Jeff Hendrickson, Bruce Robbins, Stephen Benben, Steve Bravin – inżynieria dźwięku
- Paula Scher – oprawa graficzna
- Mark Hess – ilustracja